# フィス・ド・フランス
フィス・ド・フランス（Fils de France, フランス語で「フランスの息子」）は、フランス国王の嫡出の男子及びドーファン（フランス国王の法定推定相続人）の嫡出の男子に与えられた称号。嫡出の女子についてはフィーユ・ド・フランス（Fille de France, フランス語で「フランスの娘」）の称号が与えられ、併せてアンファン・ド・フランス（enfants de France、フランス語で「フランスの子ら」）と総称された。
また、フィス・ド・フランスの嫡出の男子はプティ＝フィス・ド・フランス（Petit-fils de France、フランス語で「フランスの孫息子」）、嫡出の女子はプティット＝フィーユ・ド・フランス（Petite-fille de France、フランス語で「フランスの孫娘」）と呼ばれ、併せてプティザンファン・ド・フランス（petits-enfants de France、フランス語で「フランスの孫ら」）と総称された。
彼らは、ド・フランス（de France）を姓として用い、また、Son Altesse royale（王家の殿下）との敬称を受け、傍系の一族であるプランス・デュ・サン（prince du sang）（敬称はSon Aletesse sérénissime（至尊なる殿下））とは、姓においても敬称においても区別された。
英語ではフィス（フィーユ）・ド・フランスを指してプリンスprince（プリンセスprincess）の訳語がしばしばあてられるが、実際にはプランスprince（プランセスprincesse）はプランス・デュ・サンや公爵の子など、より下位の者に与えられた称号である。